# Тарнойтаёль (приток Медвежьей)
Тарнойтаёль — река в России, протекает по территории Вуктыльского округа в Республике Коми. Устье реки находится в 10 км по правому берегу реки Медвежья. Длина реки составляет 11 км.
Река начинается в болотах в 12 километрах к северо-востоку от деревни Кырта. Генеральное направление течения — северо-запад, всё течение проходит по ненаселённой, холмистой тайге. Впадает в Медвежью в 15 км к юго-востоку от деревни Усть-Щугор. Ширина реки на всём протяжении не превышает 10 метров, именованных притоков нет.

## Данные водного реестра
По данным государственного водного реестра России относится к Двинско-Печорскому бассейновому округу, водохозяйственный участок реки — Печора от водомерного поста у посёлка Шердино до впадения реки Уса, речной подбассейн реки — бассейны притоков Печоры до впадения Усы. Речной бассейн реки — Печора.
По данным геоинформационной системы водохозяйственного районирования территории РФ, подготовленной Федеральным агентством водных ресурсов:
- Код водного объекта в государственном водном реестре — 03050100212103000062958
- Код по гидрологической изученности (ГИ) — 103006295
- Код бассейна — 03.05.01.002
- Номер тома по ГИ — 03
- Выпуск по ГИ — 0